# 遠藤章 (農芸化学者)
遠藤 章（えんどう あきら、1933年11月14日 - 2024年6月5日）は、日本の農芸化学者（応用微生物学）。勲等は正四位瑞宝重光章。学位は農学博士（東北大学・1966年）。株式会社バイオファーム研究所代表取締役所長、東京農工大学名誉教授・特別栄誉教授、文化功労者。
三共株式会社田無工場研究員、三共株式会社中央研究所副主任研究員、三共株式会社発酵研究所研究第三室室長、東京農工大学農学部教授、東北大学農学部特任教授、早稲田大学特命教授などを歴任した。

## 概要
1933年、秋田県由利郡下郷村（のちに東由利町を経て由利本荘市）生まれ。1957年に東北大学農学部を卒業して三共株式会社に入社し、発酵研究所の研究第三室にて室長などを歴任した。東京農工大学に転じ、農学部の助教授、教授を務め、のちに名誉教授や特別栄誉教授の称号を受けた。また、バイオファーム研究所を設立し、代表取締役として所長に就任した。東京農工大学退官後は、東北大学農学部の特任教授や早稲田大学の特命教授などを務めた。なお、他の教育・研究機関においても客員として非常勤で教鞭を執っており、金沢大学の大学院医学系研究科や一橋大学のイノベーション研究センターにて客員教授を兼任していた。

## 来歴

### 生い立ち
農家に生まれ、少年時代から菌類に親しむ。高校時代は当初、定時制の本荘高校下郷分校に通いながら農業に従事していたが、全日制の秋田市立高校に編入学し卒業。東北大学農学部在学中は、青カビからペニシリンを発見したアレクサンダー・フレミングを知り、傾倒する。1957年同大を卒業して三共株式会社に入社し、果汁と果実酒の清澄化に用いるペクチナーゼという菌類の酵素を発見して2年後に商業化に成功。1966年東北大学農学博士。論文の題は「Studies on pectolytic enzymes of molds(糸状菌のペクチン質分解酵素に関する研究) 」。

### 農芸化学者として

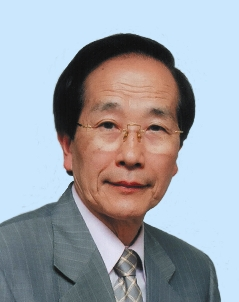
日本国際賞受賞に際して公表された肖像写真

1966年から1968年、アルバート・アインシュタイン医科大学（ニューヨーク）に留学。コレステロールが米国で年間数10万人が死亡する心筋梗塞の主要な原因であることを知る。帰国後、有効なコレステロール低下剤の開発を目指して、2年間に6000株の菌類を調べ、1973年に京都市内の米穀店で採取された青カビ（ペニシリウム・シトリヌム）の培養液からコレステロール合成阻害剤 ML-236B（コンパクチン）を発見。予想に反してコンパクチンがラットのコレステロールを下げないために、1974年初めに開発が中止される。同じ頃、イギリスの研究者もコンパクチンを発見したが、ラットに無効なことを理由に開発を中止。その後遠藤はラットに効かない原因を突き止め、1976年4－7月、同僚の獣医師と共に、コンパクチンが産卵鶏とイヌのコレステロールを劇的に下げることを示す。しかしながら、翌年の1977年春には、ラットに肝毒性があるとして、再度開発中止の危機に直面した。
それでも「コンパクチンが安全で有効な薬になる」と信じていた遠藤は、大阪大学医学部の山本章医師と協力して、1978年2月、コンパクチンによる重症患者の治療に踏み切る。同年夏までに最重症の家族性高コレステロール血症ホモ接合体を除く重症患者8名で安全性と劇的なコレステロール低下作用を認め、コンパクチンの再復活を果たす。ところが1980年夏には発ガン性があるとする誤判断で開発を完全に中止。一方、三共に追随してスタチン2号となるロバスタチンを発見した米国のメルク社は、膨大な毒性試験で発ガン性がないことを証明し、三共を追い越して1987年にメバコーン®発売に漕ぎ着ける。その後、三共のプラバスタチン（商品名：メバロチン®）など6種のスタチンが商業化される。これらスタチンは心筋梗塞と脳卒中の予防のために、世界で毎日約4000万人に投与され、ペニシリンと並ぶ奇跡の薬と呼ばれる。2005年にはスタチンの年間総売上が270億ドル（3兆円）に達する。なかでも、ファイザーのアトルバスタチン（商品名：リピトール®）は世界の医薬品売り上げの1位を占めるブロックバスターとなっている。
遠藤のこれらの研究は、1985年にノーベル生理学・医学賞を受賞した米国のマイケル・ブラウン、ジョーゼフ・ゴールドスタインによるコレステロール代謝の研究にも大きく貢献した。ブラウンとゴールドスタインは遠藤の日本国際賞受賞に際してお祝いのビデオメッセージを寄せている。2012年3月1日、全米発明家殿堂（英語: National Inventors Hall of Fame）は、遠藤が日本人初の「発明家の殿堂」入りすると発表した。
2024年6月5日に死去。90歳没。叙正四位。

## 略歴

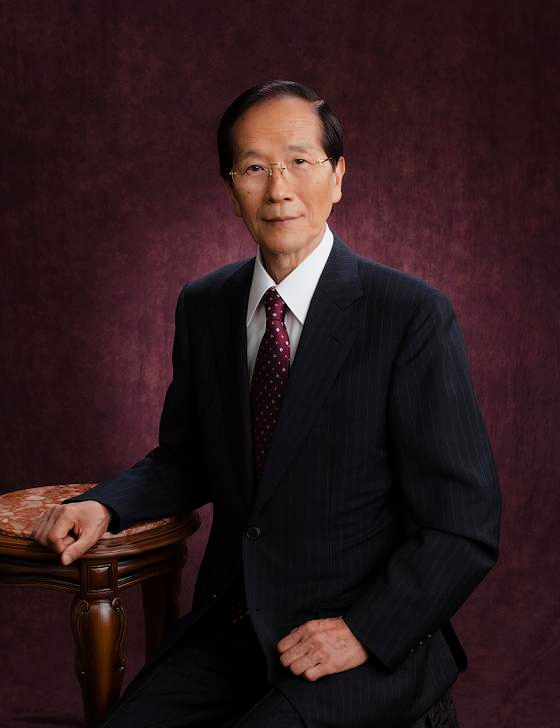
文化功労者顕彰に際して文部科学省から公表された肖像写真

- 1953年3月 - 秋田市立高校（現　秋田中央高校）卒業
- 1957年3月 - 東北大学農学部農芸化学科卒業
- 1957年4月 - 三共株式会社（現第一三共株式会社）入社
- 1966年9月 - 東北大学より農学博士　「Studies on pectolytic enzymes of molds(糸状菌のペクチン質分解酵素に関する研究)」
- 1966年9月 - アルバート・アインシュタイン医科大学留学（1968年8月まで）
- 1975年8月 - 三共株式会社発酵研究所研究第3室長
- 1979年1月 - 東京農工大学農学部助教授
- 1986年12月 - 同上教授
- 1997年3月 - 同上定年退官
- 1997年4月 - 同上名誉教授、株式会社バイオファーム研究所代表取締役所長[10]
- 2005年4月 - 金沢大学大学院医学系研究科脂質研究講座客員教授
- 2007年6月 - 東北大学特任教授
- 2008年9月 - 東京農工大学特別栄誉教授
- 2009年4月 - 早稲田大学特命教授
- 2009年11月 - 一橋大学イノベーション研究センター客員教授（2015年3月まで）[11]

## 賞歴
- 1966年4月 - 農芸化学賞（日本農芸化学会）
- 1987年10月 - ハインリッヒ・ヴィーラント賞（西ドイツ）
- 1988年3月 - 東レ科学技術賞（日本）
- 2000年5月 - ウォーレン・アルパート財団賞[12][13]（米国）
- 2006年4月 - 日本国際賞（スタチンの発見と開発）[14]
- 2006年11月 - マスリー賞[15]（米国）
- 2008年9月 - アルバート・ラスカー臨床医学研究賞（米国）
- 2015年1月 - プリンス・マヒドール賞医学部門(タイ王国)
- 2017年3月 - ガードナー国際賞（カナダ）[16]
- 2018年3月 - 日本農芸化学会特別賞（日本農芸化学会）
- 2021年 - ESC Gold Medal Award（欧州心臓病学会）[17]

## 栄典
- 2007年3月 - 秋田県名誉県民[18]
- 2007年11月 - 由利本荘市名誉市民（秋田県）
- 2011年5月 - 米国科学アカデミー外国人会員
- 2011年10月 - 文化功労者[19]
- 2012年5月 - 米国発明家殿堂入り[20]
- 2012年5月 - ペンシルベニア大学（米国）名誉博士
- 2012年11月 - 瑞宝重光章[21]
- 2013年2月 - 米国発明家アカデミーCharter Fellow
- 2015年5月 - 全米脂質協会終身名誉会員
- 2024年6月 - 正四位

## その他
2015年5月、全米脂質協会の国際動脈硬化学会において、遠藤章賞（Akira Endo Award）が創設された。